# Hospice des Enfants-Rouges
Hospice des Enfants-Rouges byl špitál v Paříži založený v 16. století pro péči o nemocné chudé děti. Nacházel se ve 3. obvodu v dnešní ulici Rue des Archives, kde se dochovaly pozůstatky špitální kaple. Podle špitálu byla pojmenována administrativní čtvrť Enfants-Rouges.

## Historie
V 16. století nemocnice Hôtel-Dieu přijímala i dětské pacienty. Děti bohužel umíraly předčasně kvůli nedostatku jídla a řádné péče. Blízkost ostatních pacientů a nedostatek hygieny znamenaly zvýšenou dětskou úmrtnost.
Navarrská královna Markéta udržovala kontakty s Guillaumem Briçonnetem (1470-1533), biskupem v Meaux a požádala jeho bratra, Jeana Briçonneta, druhého prezidenta účetní komory v Paříži, aby věnoval obnos na péči o chudé děti. Na žádost královny Markéty nařídil král František I. patentem z 31. ledna 1534 vydat na tyto účely celkem 3600 liber. Dne 24. července 1535 prezident Jean Briçonnet zakoupil dům pro děti s nádvořím a zahradou za 2100 liber.
Po sloučení s nemocnicí Hôpital des Enfants-Trouvés v roce 1772 byl Hospice des Enfants-Rouges zrušen. Prostory pak sloužily jako klášter řádu Congregatio Patrum doctrinae christianae až do jeho zrušení v roce 1790.
Největší část budov byla zbořena v roce 1800 kvůli výstavbě ulice Rue Molay. Zbývající část, která se nachází na rohu ulic Rue de la Corderie (dům č. 11) a Rue Dupetit-Thouars, byla přestavěna v roce 1808 na kasárna.
Pozůstatky špitální kaple Saint-Julien-des-Enfants-Rouges se nacházejí v domě č. 90 na Rue des Archives a jsou od roku 1925 zapsány mezi historické památky.